# Muhammed Cham
Muhammed Cham né le 26 septembre 2000 à Linz en Autriche, est un footballeur international autrichien qui évolue au poste de milieu offensif à Trabzonspor.

## Biographie

### En club

#### Débuts professionnels
Né à Linz en Autriche d’un père gambien et sénégalais (nommé Cham) et d’une mère gambienne (nommée Saračević), Muhammed Cham est notamment formé au VfL Wolfsburg. En septembre 2019 il rejoint l'Admira Wacker. C'est avec ce club qu'il commence sa carrière professionnelle, jouant son premier match le 21 septembre 2019 face au SKN Sankt Pölten, lors d'une rencontre de première division autrichienne. Il est titularisé lors de ce match où les deux équipes se neutralisent (1-1 score final).
En octobre 2020 il résilie son contrat avec l'Admira Wacker pour s'engager en faveur du Clermont Foot 63. Il est prêté directement au club danois du Vendsyssel FF.

#### SC Austria Lustenau
Le 13 juillet 2021, Cham est prêté à l'Austria Lustenau. Il inscrit son premier but pour l'Austria Lustenau le 13 août 2021 contre le Floridsdorfer AC, ce qui ne suffit pas à son équipe, qui est battue par trois buts à un ce jour-là. Cham se révèle comme un élément incontournable de son équipe cette saison-là, auteur de 15 buts et 9 passes décisives en championnat, il est élu meilleur joueur de deuxième division autrichienne.

#### Clermont Foot 63
De retour au Clermont Foot 63 à la fin de son prêt, Muhammed Cham est intégré à l'équipe première. 
Il joue son premier match pour le club le 6 août 2022, lors de la première journée de la saison 2022-2023 de Ligue 1 face au Paris Saint-Germain. Il est titularisé et son équipe s'incline par cinq buts à zéro,. Il inscrit son premier but pour Clermont dès la journée suivante, le 14 août 2022 contre le Stade de Reims et contribue ainsi à la victoire de son équipe par quatre buts à deux,. Trois jours plus tard, Cham prolonge son contrat avec Clermont d'une saison, soit jusqu'en juin 2025, avec une année supplémentaire en option,. Cham se fait remarquer le 1er janvier 2023 en donnant la victoire à son équipe face à l'Olympique lyonnais, en championnat, étant l'unique buteur de la rencontre,.

#### Trabzonspor
Lors de l'été 2024, Muhammed Cham prend la direction de la Turquie afin de s'engager en faveur de Trabzonspor. Il signe un contrat de quatre ans, soit jusqu'en juin 2028, avec une année supplémentaire en option.

### En sélection
En septembre 2022, Muhammed Cham est convoqué pour la première fois avec l'équipe nationale d'Autriche, par le sélectionneur Ralf Rangnick. Le 25 septembre 2022, Cham honore sa première sélection avec l'Autriche, face à la Croatie. Il entre en jeu à la place de Marko Arnautović et son équipe s'incline par trois buts à un.

## Palmarès
Trabzonspor
- Coupe de Turquie
  - Finaliste en 2025